# Lymphocyte MAIT
Les lymphocytes MAIT (Mucosal-Associated Invariant T cells) sont une sous-population de cellules CD3+ à TCR semi-invariant et préférentiellement retrouvés dans les muqueuses, dotés de propriétés antimicrobiennes.

Découverts en 2003 par une équipe française de l'Institut Curie, ils représentent près de 5 à 10 % des cellules T retrouvées dans le sang, mais prolifèrent uniquement après un contact avec certains types d'antigènes. Ils ont la capacité de répondre à la suite d'une présentation antigénique lors d'une infection bactérienne mais non virale. Des implications sont suggérées dans divers types de pathologies, telles que les MICI, ou même dans l'obésité ou le diabète de type 2.
Les cellules MAIT seraient capables de sécréter des cytokines telles que l'IL-17 ou encore l'IFN-γ et reconnaissent la molécule CMH non-classique de type MR1. 
Contrairement à la majorité des lymphocytes T qui sont activés par la présentation d'un antigène d'origine peptidique ou lipidique, les lymphocytes MAIT sont activés par la présentation d'une petite molécule dérivée de la synthèse de la riboflavine, le 5-(2-oxopropylideneamino)-6-D-ribitylaminouracil communément appelé 5-OP-RU. Cette molécule est absente chez les mammifères mais retrouvée dans la plupart des bactéries et levures,.

Les cellules Th17 représentent une proportion importante des lymphocytes MAIT chez la souris. Les cellules MAIT représentent environ 45 % des lymphocytes du foie.